# Koffiecapsule

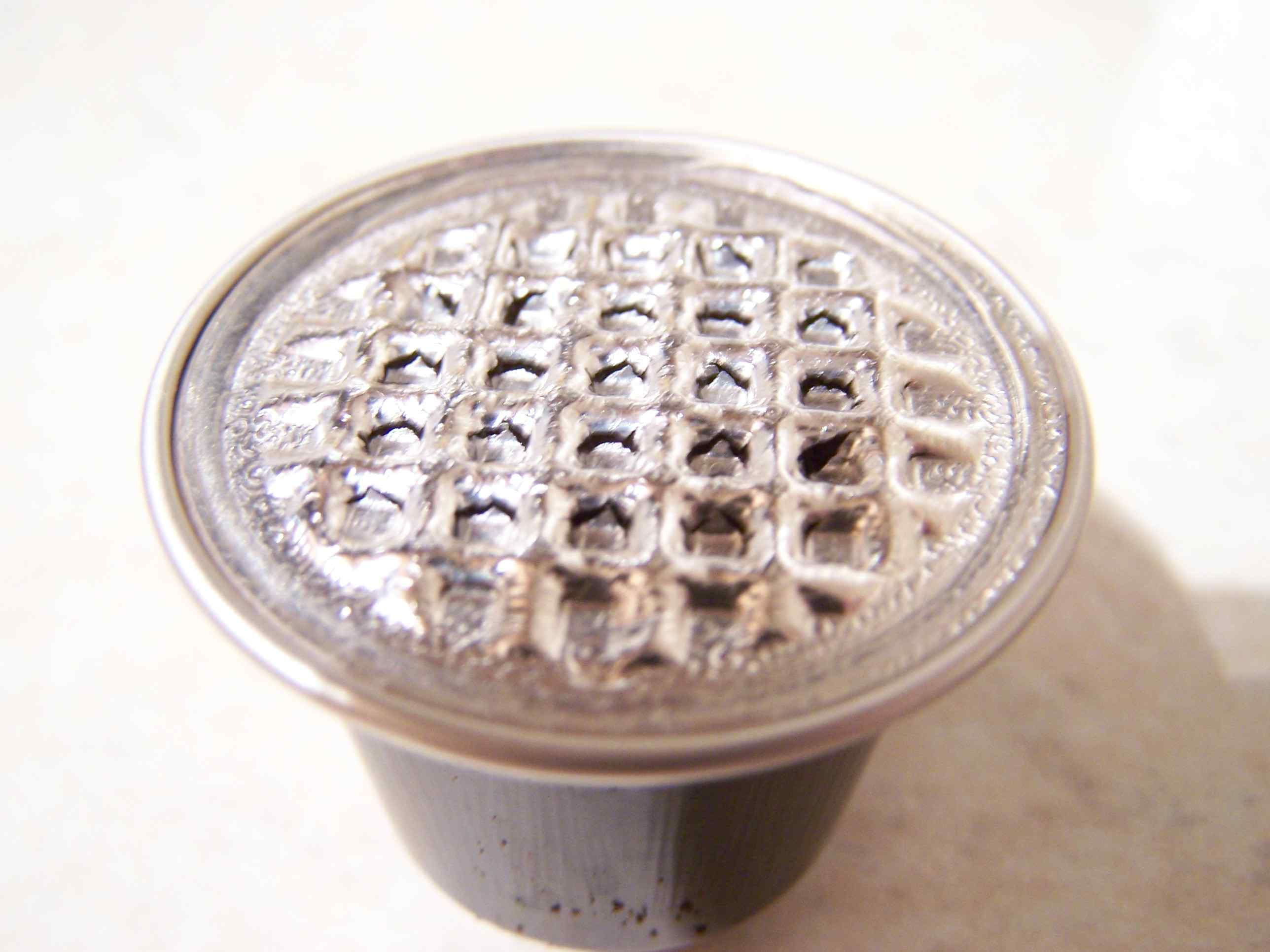
Een gebruikte koffiecapsule.

Een koffiecapsule is een kleine container uit aluminium of hard plastic, met lang houdbare gemalen koffie. De capsule wordt doorgaans gebruikt in een merkgebonden koffiezetsysteem zoals onder meer: 
- Nespresso, ontwikkeld door Nestlé,
- Tassimo, een merk van Mondelēz International.

Koffiecapsules moeten niet verward worden met koffiepads, papieren filtertjes met koffie of andere warme drank, van onder andere Illy en Senseo. 
Hoewel ook koffiepads niet composteerbaar zijn vanwege de hechting van de filtertjes, zijn koffiecapsules nog schadelijker voor het milieu. De recyclage ervan wordt bemoeilijkt wanneer verschillende materialen in een capsule worden gecombineerd. De milieulast heeft sommige overheden ertoe aangezet het gebruik van koffiecapsules tegen te gaan.

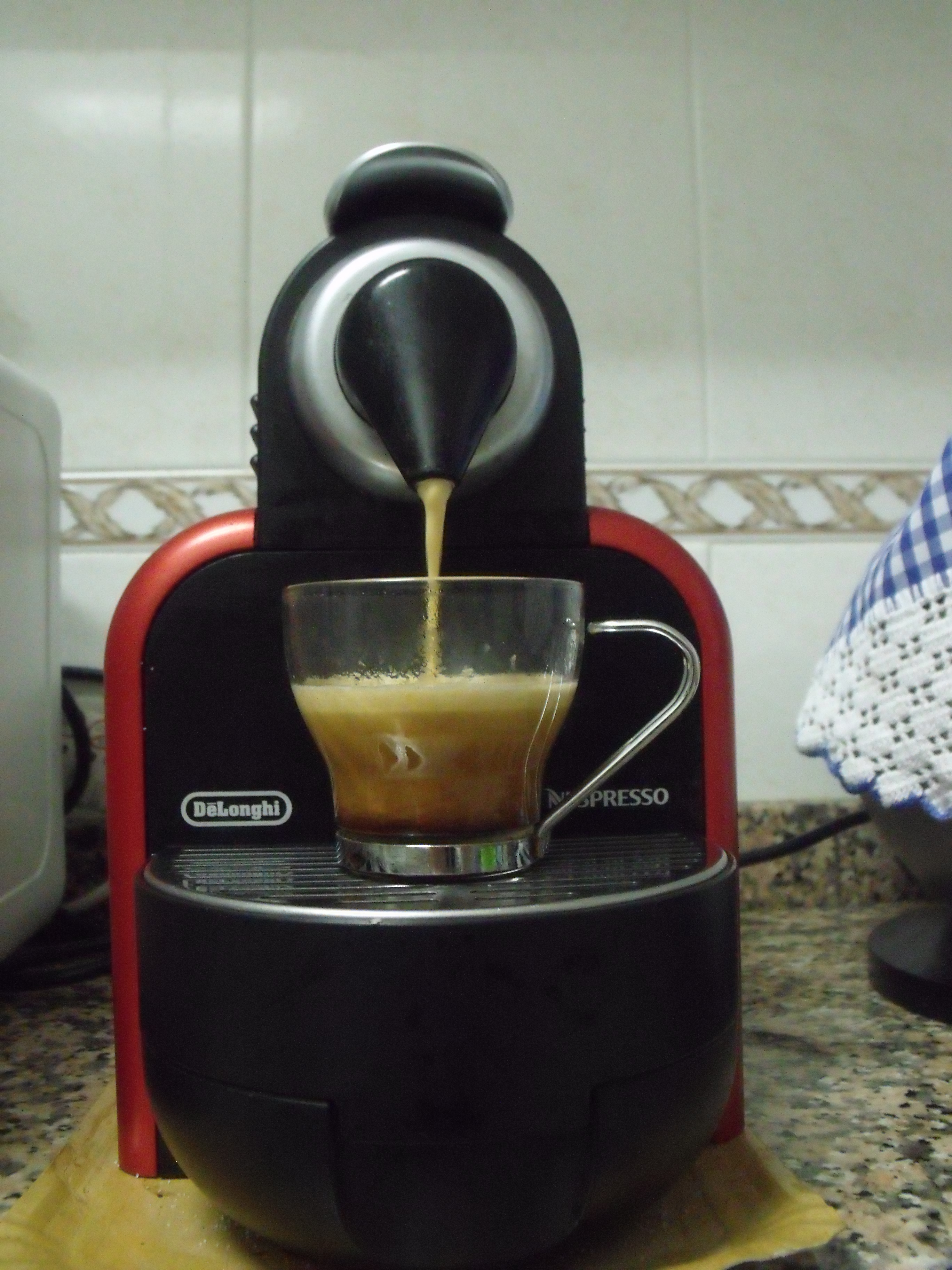
Een Nespresso-apparaat
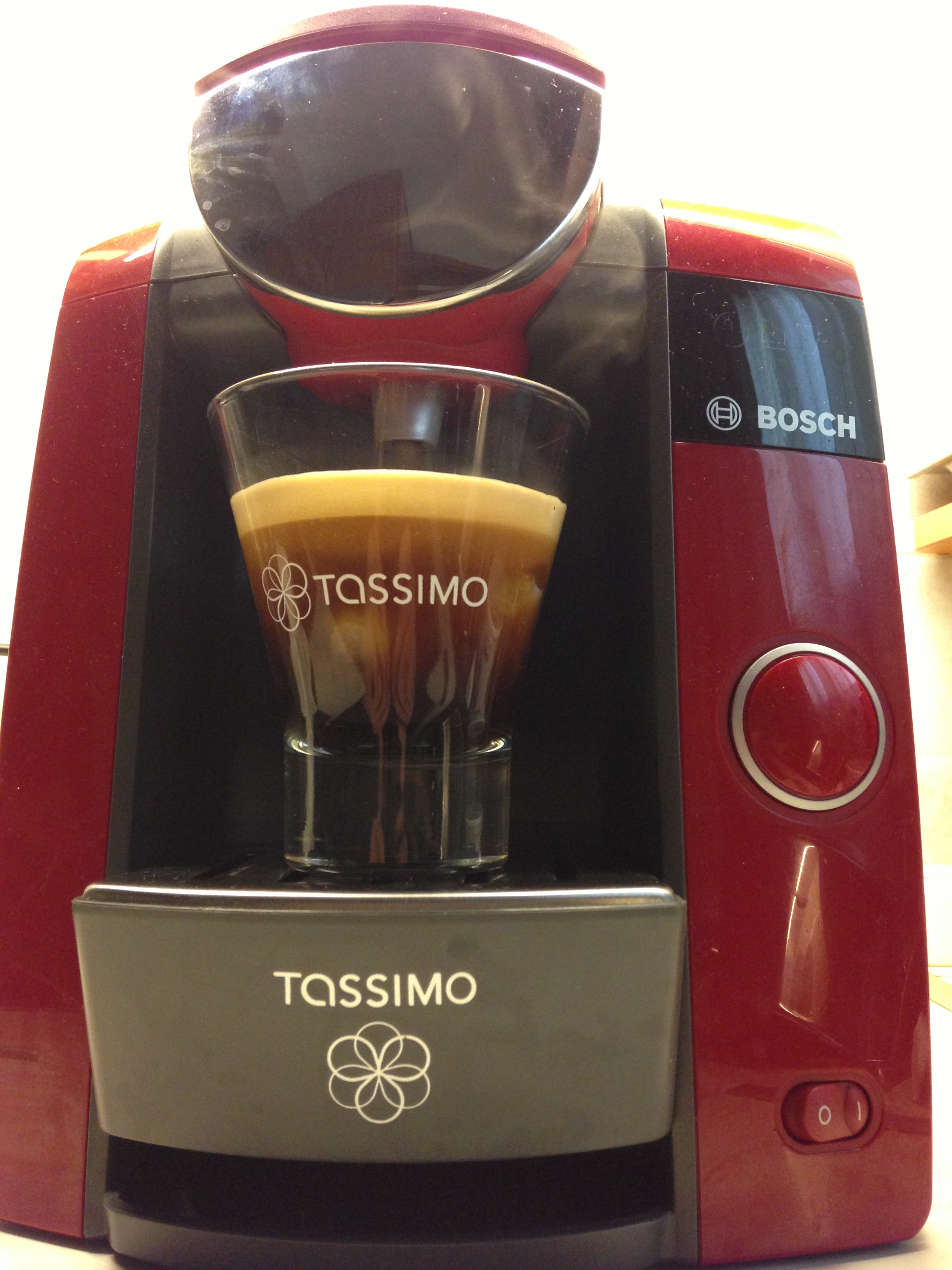
Een Tassimo-apparaat